# Севастопольська (станція метро)
55°39′05″ пн. ш. 37°35′54″ сх. д. / 55.65139° пн. ш. 37.59833° сх. д.
«Севастопольська» (рос. Севастопольская) — станція Серпуховсько-Тимірязівської лінії Московського метрополітену. Відкрита у складі черги «Серпухівська» — «Південна» 8 листопада 1983.

## Технічна характеристика
Конструкція станції — колонна трипрогінна мілкого закладення. Станція посилена через розташування під «Каховською», тому на станції два ряди по 40 колон. Крок — колон 4 м.
Споруджена під діючою станцією «Каховська» Великої кільцевої лінії. У місці перетину влаштовано примикання станції «з центру в центр», перекриття в точці сполучення з другою станцією.
У центрі залу розташований сходовий перехід, що веде на станцію «Каховська» Каховської лінії, розташовану безпосередньо над «Севастопольською».

## Колійний розвиток
Станція без колійного розвитку.

## Оздоблення
Колони й колійні стіни оздоблені білим мармуром, над платформою — біла кесонована стеля з люмінесцентними світильниками. Тема архітектурно-художнього оздоблення — «Севастополь — місто-герой» вирішена в мозаїчних панно на морські теми. Також зображені деякі пам'ятки Севастополя (художник О. А. Іконніков).

## Вестибюлі й пересадки
На станції є один вестибюль. Через підземний перехід можна вийти на Азовську вулицю. Перехід у центрі залу веде на станцію Каховська (Каховська лінія).

### Пересадки
- Метростанцію  «Каховська»
- Автобуси: 67, 224, 273, 651, с918, 922, 926, 968, с977, 993, КМ (Ках), т60, т72, н8;
- Трамваї: 1, 3, 16